# La Devesa (Sant Bartomeu del Grau)
La Devesa és un edifici de Sant Bartomeu del Grau (Osona) inclòs a l'Inventari del Patrimoni Arquitectònic de Catalunya.

## Descripció
Es tracta d'un edifici de dos pisos, originàriament de planta rectangular, amb la coberta a doble vessant. Els murs són fets de pedres irregulars i morter amb carreus ben tallats a les cantonades. La porta d'entrada és una arcada dovellada i les finestres tenen llinda de pedra. A l'estructura de planta rectangular se li han afegit dos cossos. El primer està adossat a la meitat esquerra de la façana, i el segon és un porxo adossat al costat esquerre de la casa.